# Текстура директивна

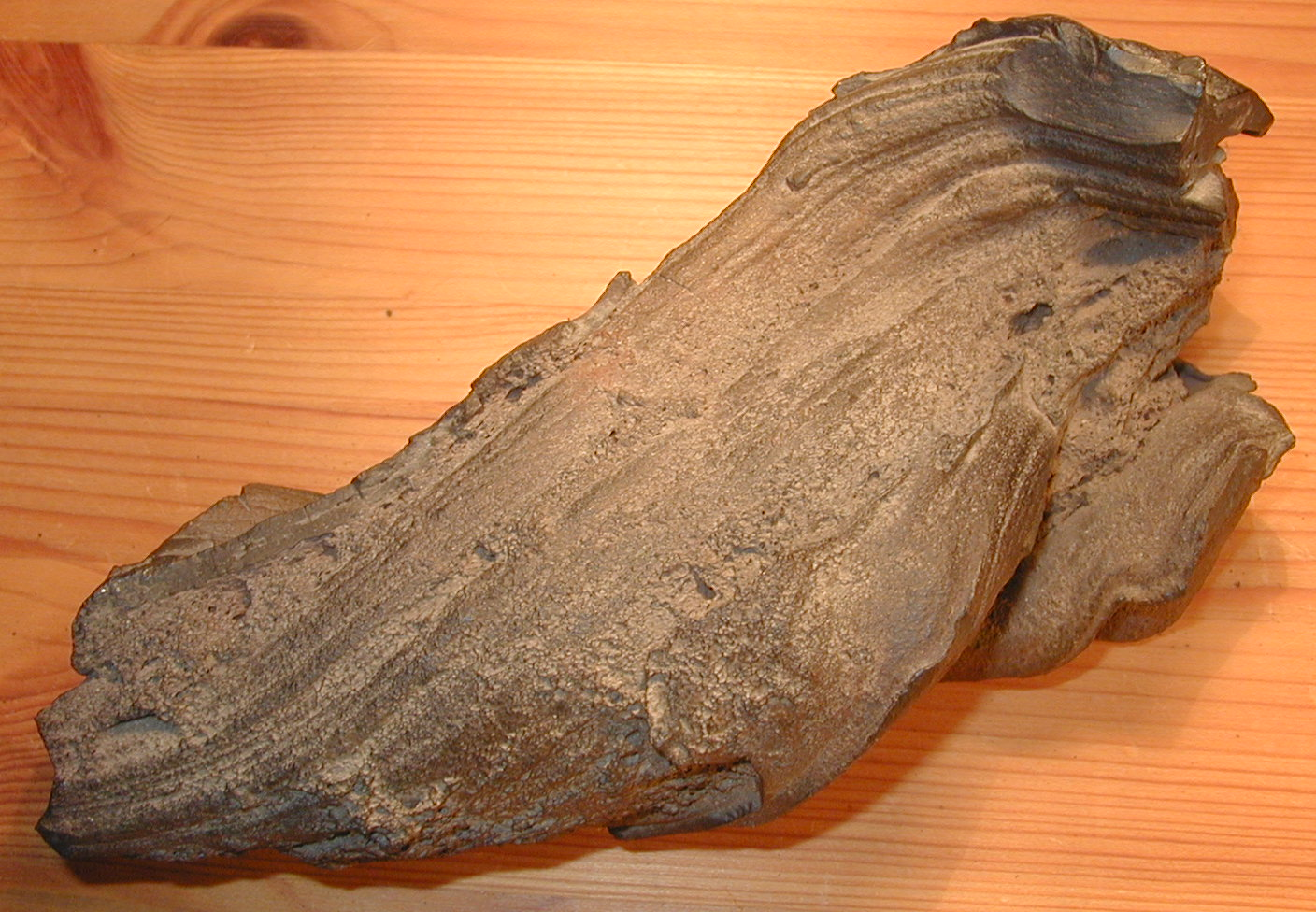
Текстура директивна.

Текстура директивна – текстура гірських порід, при якій мінеральні індивіди мають певний напрямок (наслідок течії магми під час кристалізації). Породи з директивною текстурою можуть бути однорідними або смугастими, при цьому мінеральний склад  та структури смуг можуть дещо відрізнятись.